# Mădârjac
Mădârjac là một xã thuộc hạt Iași, România. Dân số thời điểm năm 2002 là 1564 người.